# René Jacobs

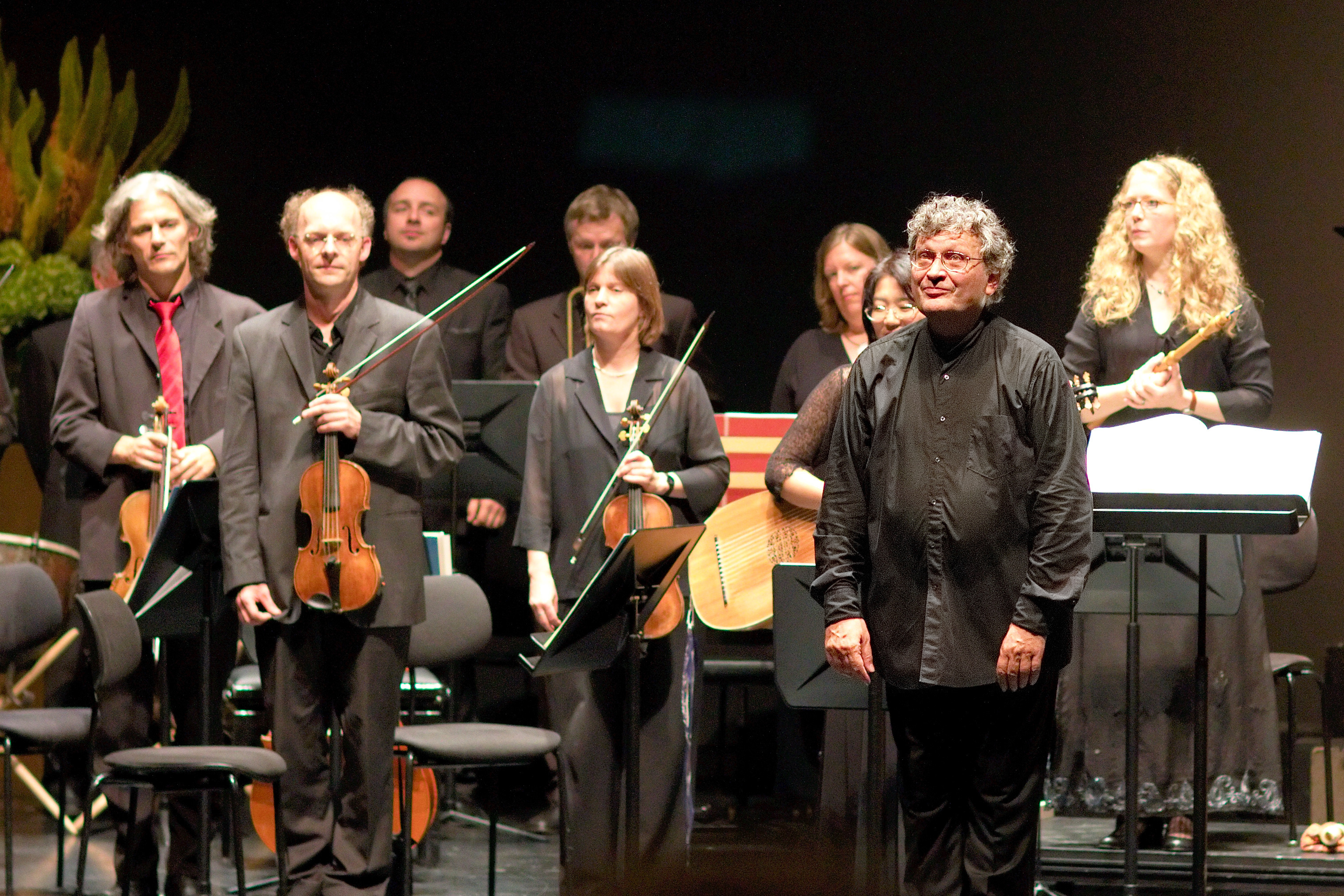
René Jacobs als Dirigent bei den Salzburger Pfingstfestspielen 2011

René Jacobs (* 30. Oktober 1946 in Gent) ist ein belgischer Dirigent und Countertenor.

## Leben
Jacobs studierte Philologie an der Universität Gent und nahm gleichzeitig Gesangsunterricht bei Louis Devos und Alfred Deller. Bevor er sich ganz der Musik zuwandte, war er drei Jahre Lehrer für Latein und Griechisch. 1977 gründete er das Vokalensemble Concerto Vocale Gent. In seiner Laufbahn als Sänger trat er in den 1970er Jahren mit Musikern wie Alan Curtis, Nikolaus Harnoncourt, Gustav Leonhardt oder Sigiswald Kuijken in Erscheinung. Danach wirkte er mehrfach als Dirigent bei zahlreichen Festivals unter anderem bei den Innsbrucker Festwochen der Alten Musik.
Jacobs ist bekannt als Spezialist für historische Aufführungspraxis Alter Musik und Opern des Barock. Als Dirigent arbeitet unter anderem mit namhaften Orchestern und Ensembles wie dem Concerto Köln, der Akademie für Alte Musik Berlin, dem Freiburger Barockorchester, dem B’Rock Orchestra Gent, dem Nederlands Kamerkoor und dem RIAS Kammerchor zusammen.
Seit 1988 dirigiert Jacobs beim Centre de musique baroque de Versailles. Außerdem unterrichtete er an der Schola Cantorum Basiliensis. 1997 bis 2009 war er künstlerischer Leiter der Innsbrucker Festwochen der Alten Musik.
Als Dirigent vervollständigte er die Instrumental- und die Verzierung der Gesangsstimmen bei mehreren Barockopern. Auf CDs und DVDs gibt es zahlreiche Einspielungen unter seinem Dirigat. Unter anderem erhielt er mit Mozarts Hochzeit des Figaro den Classical Grammy Award 2005 für die beste Operneinspielung. Sein Beitrag zur internationalen Rezeption Telemanns wurde 2008 mit dem Georg-Philipp-Telemann-Preis gewürdigt. Mit der Zürcher Sing-Akademie nahm er Beethovens Oper Leonore in der Urfassung auf. Dabei zeigte sich Jacobs, so Eleonore Büning, als „der schnellste Beethoven-Operndirigent der Tonträgergeschichte“. Im Jahr 2008 erhielt René Jacobs die Ehrendoktorwürde der Universität Gent. Für sein Lebenswerk und für seine mehr als 260 Aufnahmen wurde René Jacobs mit zahlreichen, bedeutenden Auszeichnungen und internationalen Preisen geehrt.